# Jordan Mai

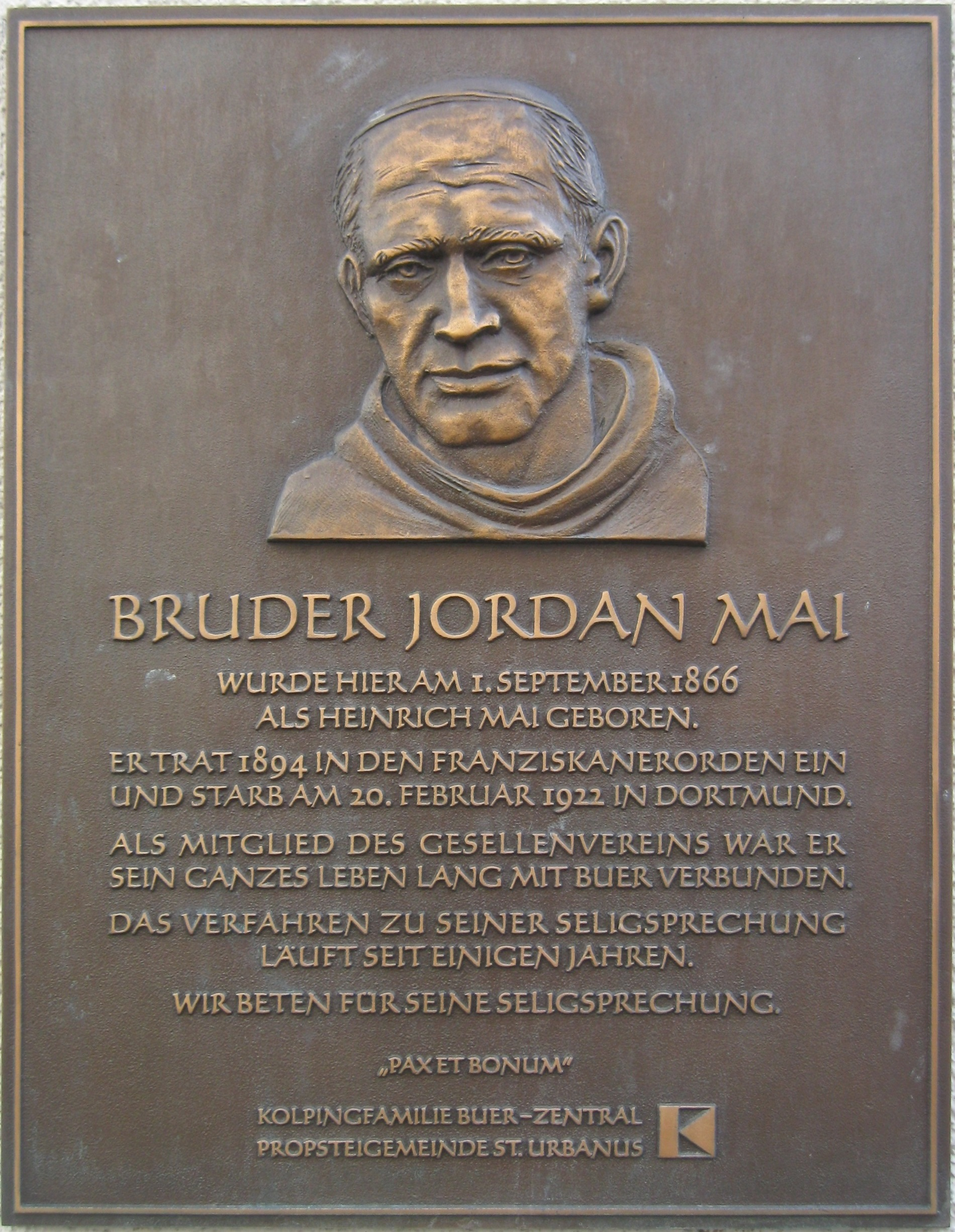
Gedenktafel in der Maximilianstraße in Gelsenkirchen-Buer (2008 eingeweiht)

Jordan Mai OFM (* 1. September 1866 in Buer i.W. als Heinrich Theodor Mai; † 20. Februar 1922 in Dortmund) war ein deutscher Franziskaner.

## Leben
Heinrich Mai wurde in der damals selbstständigen Stadt Buer in Westfalen geboren (heute ein Stadtteil von Gelsenkirchen). Er hatte sechs Geschwister und wuchs in einem religiös geprägten Elternhaus auf. Als 15-Jähriger wurde er Mitglied der Marianischen Junggesellensodalität, einer Jugendgruppe der Gemeinde St. Urbanus. Nach der Schule begann er eine Lehre bei seinem Vater als Gerber und Sattler. Anschließend arbeitete er im väterlichen Betrieb, der auch eine Schlachterei umfasste. Über seinen älteren Bruder kam er mit dem Gesellenverein Adolph Kolpings in Kontakt und trat 1883 in diesen ein. Bald darauf wurde er in den Vorstand gewählt und übernahm weitere Ehrenämter.
Im Jahr 1886 wurde er zum zweijährigen Militärdienst nach Münster einberufen. Als Reservist musste er sich 1889 an der Niederschlagung der Bergarbeiterstreiks auf der Zeche Graf Moltke in Gladbeck beteiligen. Diese Erfahrung verstärkte sein soziales Bewusstsein.
Bereits 1885 war seine Schwester Gertrud bei den Franziskanerinnen vom hl. Josef in Valkenburg aan de Geul eingetreten; eine weitere Schwester trat 1892 einem Orden bei. Dies weckte in Heinrich Mai den Gedanken, ebenfalls in einen Orden einzutreten. Da sein Vater diesem Vorhaben kritisch gegenüberstand, wartete er noch drei Jahre mit seiner Entscheidung. Im Sommer 1895 verließ er sein Elternhaus und trat am 18. August in das Franziskanerkloster der Sächsischen Franziskanerprovinz in Harreveld (Niederlande) ein. Nach dem Noviziat erhielt er seinen Ordensnamen Jordanus, der an Jordan von Giano erinnert. Er wurde zum Koch ausgebildet und im Laufe seines Ordenslebens nach Paderborn, Münster, Neviges und Dingelstädt versetzt. In Dingelstädt legte er am 3. September 1904 seine ewige Profess ab. Dort war er zunächst als Koch tätig, litt jedoch unter schwerer Migräne und bat deswegen um Versetzung.
Am 27. Januar 1907 wechselte Jordan Mai nach Dortmund. Dort übernahm er Aushilfstätigkeiten in der Küche, Sakristei und im Pförtnerhaus, soweit seine Kopfschmerzen es zuließen. Für Bittsteller an der Klosterpforte hatte er ein offenes Ohr. Zahlreiche Menschen suchten seinen Rat und viele begannen, ihn um fürbittendes Gebet zu bitten, da bekannt war, dass er nachts viele Stunden in der Klosterkirche verbrachte und betete. Er sah es als eine besondere Aufgabe an, stellvertretend für sündige Menschen Sühne zu leisten. Kurz nach Weihnachten 1921 fand ein Tabernakelraub im Dortmunder Kloster statt, was ihn tief erschütterte. Zur Sühne bot Bruder Jordan Gott sein Leben an und soll seinen Tod innerhalb der nächsten Monate vorausgesagt haben. Tatsächlich starb er am 20. Februar 1922 und wurde auf dem benachbarten Ostenfriedhof Dortmund beerdigt.

## Verehrung
Nach dem Tod von Jordan Mai, der schon zu Lebzeiten von den Menschen sehr geschätzt wurde, setzte umgehend eine stürmische Verehrung durch die Bevölkerung ein. Scharenweise pilgerten die Menschen zu seinem Grab. Der Grabhügel musste stetig erneuert werden, da die Erde bis nach Übersee mitgenommen wurde. Zuletzt sah die Friedhofsverwaltung sich gezwungen, das Grab mit einem Gitter zu umgeben und mittels einer Platte abzudecken. Im Jahr 1932 ordnete Erzbischof Caspar Klein die Erhebung der Gebeine an, zwei Jahre später begann der bischöfliche Informationsprozess als Vorbereitung seiner Seligsprechung. Als seine Gebeine im Jahre 1950 vom Ostenfriedhof in die Dortmunder Franziskanerkirche übertragen wurden, nahmen daran annähernd 100.000 Menschen teil. Infolge der Liturgiereform des Zweiten Vatikanischen Konzils wurde die ursprünglich vor dem Altar gelegene Grabstätte Mitte der 1960er-Jahre in den rechten Seitenflügel der Franziskanerkirche verlegt.
Nach Jordan Mai sind zahlreiche Einrichtungen benannt, nicht zuletzt in Brasilien, darunter das Bildungshaus Frei Jordão Mai des Bistums Bacabal und das Exerzitienhaus Casa de Oração Frei Jordão Mai des Bistums Nova Iguaçu, außerdem das Bruder-Jordan-Haus in Marl.

## Seligsprechungsverfahren
Die Annahme des bischöflichen Informationsprozesses wurde 1964 von Papst Johannes XXIII. bestätigt und das Verfahren in einen apostolischen Prozess umgewandelt. Dieses Vorverfahren, in dem Lebenszeugnisse und Zeugenaussagen gesammelt werden, wurde 1967 abgeschlossen. 1991 wurde unter Papst Johannes Paul II. der tugendhafte Lebenswandel des Franziskaners anerkannt und ihm der Titel eines Ehrwürdigen Dieners Gottes verliehen, ein weiterer Verfahrensschritt im Seligsprechungsprozess. Für eine Seligsprechung Bruder Jordans bedürfte es nun der Anerkennung eines Wunders durch die Kirche. Die Akten liegen weiterhin bei der Kongregation für die Selig- und Heiligsprechungsprozesse in Rom.